# Craterostigma engleri
Craterostigma engleri är en tvåhjärtbladig växtart som beskrevs av Fischer, Schäferhoff och Müller. Craterostigma engleri ingår i släktet Craterostigma och familjen Linderniaceae. Inga underarter finns listade i Catalogue of Life.